# Autoškola

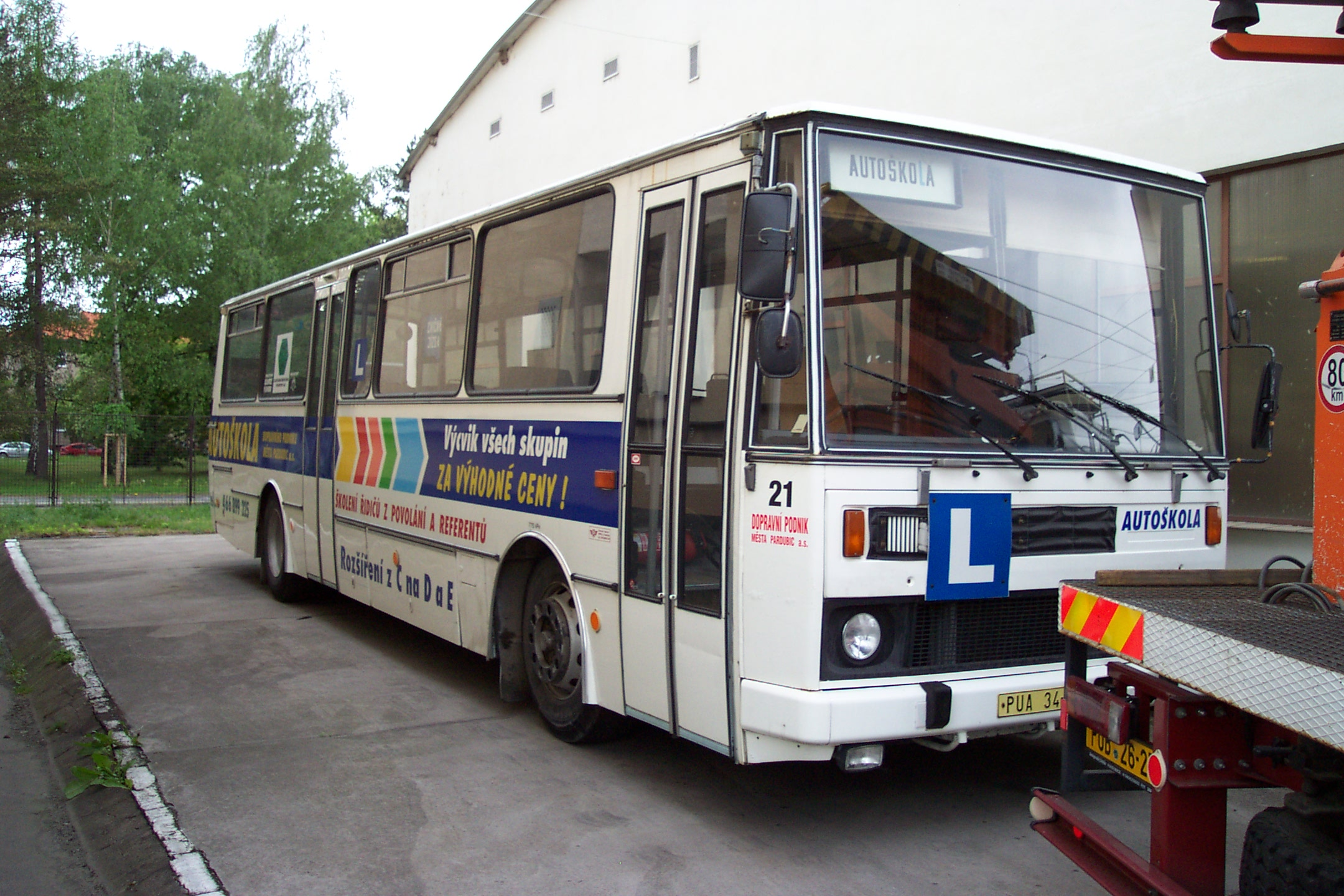
Autobus autoškoly v pardubické vozovně Dukla

Autoškola je fyzická nebo právnická osoba, která smí vzdělávat uchazeče o získání nebo rozšíření řidičského oprávnění nebo o jiné zdokonalování odborné způsobilosti k řízení motorových vozidel. Ve většině států potřebuje k této činnosti zvláštní oprávnění od státních úřadů.

## Metody výuky

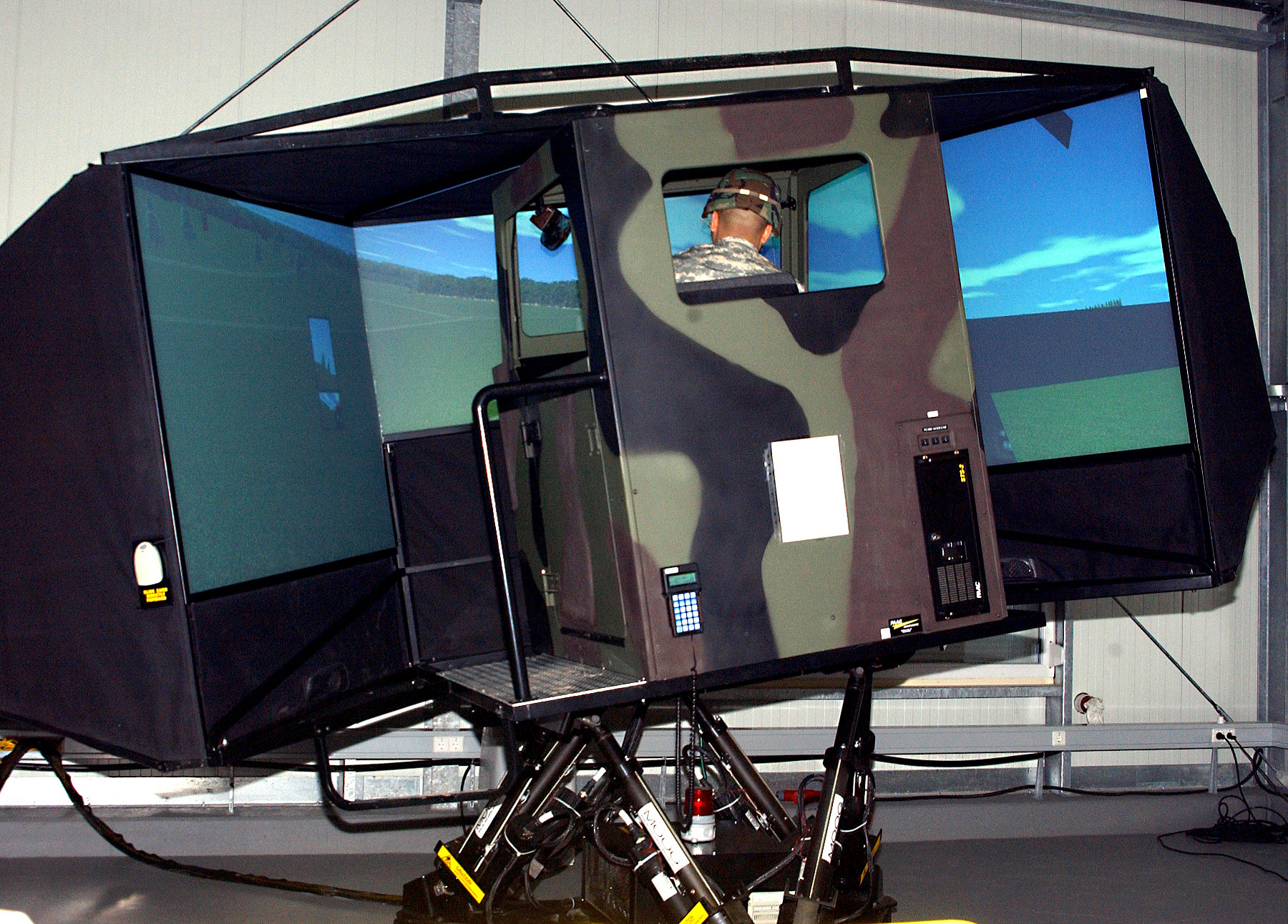
Trenažér simulující jízdu vojenským terénním vozidlem

Teoretická výuka probíhá obvykle docházkou do speciální školní budovy či třídy, v níž je látka obvyklým školním způsobem vykládána přednášejícími zaměstnanci autoškoly. Protože soubory testových otázek jsou v České republice zveřejněny, významnou část teoretické přípravy často zaujímá jejich opakované vyplňování nanečisto. Po roce 2000 je k této činnosti ve stále větší míře využívána výpočetní technika.
Praktický výcvik probíhá v mnoha autoškolách nejprve na trenažérech. Praktická výuka jízdy (i údržby) probíhá zpravidla zpočátku na k tomu účelu určených plochách či okruzích nebo na bezpečných málo frekventovaných komunikacích. Další fáze výcviku již probíhají v plném provozu, přičemž instruktor sedí (jde-li o automobil) na sedadle vedle řidiče a má možnost korigovat jeho chyby (zpravidla i částečně zdvojeným řízením).

## Vozidla pro výcvik
Vozidla určená k výcviku mají být zřetelně označena. Obvykle se používá nápis „Autoškola“ v příslušném jazyce, zpravidla na bocích vozidla nebo na střešní tabuli. Z německého prostředí i do České republiky pronikl zvyk označovat výcviková vozidla výrazným bílým písmenem L (patrně z anglického learn – učit se) na modrém pozadí (někdy i zvýrazněním písmene L ve slově „autoškoLa“).
Vozidla obvykle mívají částečně zdvojené řízení, na stanovišti spolujezdce (instruktora) bývá druhá sada ovládacích pedálů (někdy také jen brzdový a spojkový pedál), takže může instruktor v případě potřeby kdykoliv zastavit vozidlo.
Na motocyklech obvykle sedí instruktor za frekventantem kursu. Motocykl je vybaven dvojitými řídítky, přičemž na řídítkách pro instruktora se nachází pouze spojka a brzda.

## Česká republika

### Získání řidičského oprávnění
Pro absolvování kurzu v autoškole musí žadatel o řidičské oprávnění úspěšně složit:
- zkoušku z předpisů o provozu na pozemních komunikacích a zdravotnické přípravy formou testu na PC, k jejichž procvičování byl Ministerstvem dopravy vyvinut web eTesty,
- zkoušku z praktické jízdy,
- zkoušku ze znalostí ovládání a údržby vozidla s ústní odpovědí, počet otázek je závislý na druhu řidičského oprávnění (sk. C – 3 otázky, sk. D – 4 otázky)

Výkon při zkoušce je hodnocen zkušebním komisařem, který je k této činnosti pověřen příslušnou obcí s rozšířenou působností. Nadřízený orgán Ministerstvo dopravy ČR. Upravuje zákon č. 247/2000 Sb., vyhláška č. 167/2000 Sb. V minulosti býval zkušebním komisařem policista pověřený Policií České republiky.
Řidičské oprávnění se osvědčuje udělením řidičského průkazu, zákon č. 361/2000 Sb., o provozu na pozemních komunikacích, vyhláška č. 31/2001 Sb., o řidičských průkazech a o registru řidičů.

### Zdokonalování odborné způsobilosti
Řidiči, kteří jsou povinni se účastnit zdokonalování odborné způsobilosti (profesionální řidiči nad 3,5 t) získají profesní průkaz v Akreditovaném středisku výuky a výcviku. Dle zákona 374/2007 Sb. musí absolvovat 140h (280) vstupní školení a dále pravidelné každoroční školení (7 h ročně, 35 h v průběhu 5 let).
Od roku 2008 byla uzákoněna možnost po absolvování příslušného školení odečíst několik trestných bodů v rámci bodového systému hodnocení řidičů. Kritériím zařízení oprávněného takové školení provádět vyhovoval v době přijetí zákona pouze Polygon Most.

## Výcvik v řízení drážních vozidel

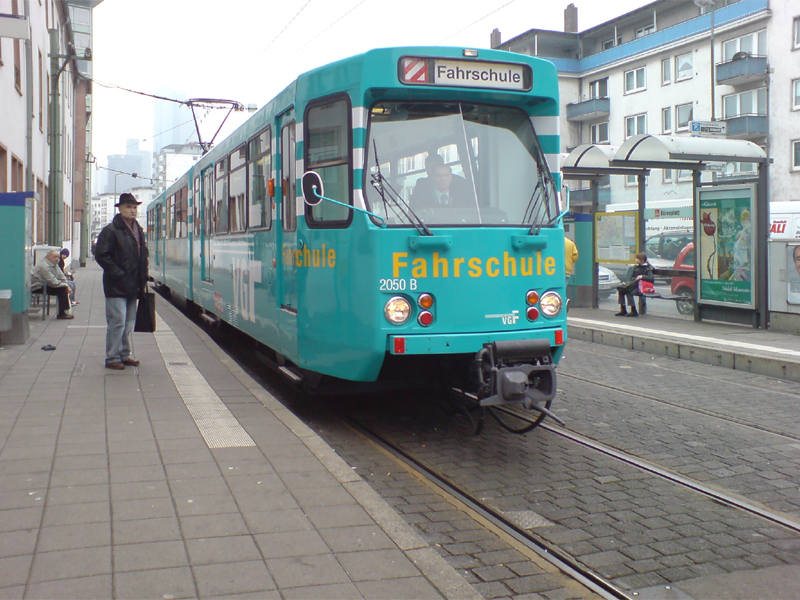
Tramvajová „Fahrschule“ ve Frankfurtu na Mohanem

Výcvik k řízení drážních vozidel probíhá podobným způsobem a vozidla jsou podobně upravená a označená. Obvykle se však neužívá slovo „autoškola“, ale „cvičná jízda“, „škola elektrických drah“ atd.
Při praktickém výcviku v řízení tramvají obvykle je ve vozidle současně několik frekventantů, kteří se v řízení podle pokynů instruktora střídají. Výcvik a zkoušky zahrnují jak znalost pravidel silničního provozu, tak znalost drážních předpisů. Nad to i znalost přepravních předpisů, obsluhy odbavovacích a komunikačních systémů, linkového vedení a dalších provozních zvyklostí. Kromě průkazu vydaného obcí jakožto státním orgánem získá řidič také oprávnění řídit tramvaj v konkrétní tramvajové síti. Ani po získání oprávnění nemůže řidič hned samostatně řídit, ale zpočátku absolvuje takzvaný zácvik, kdy na něj při výkonu služby v běžném provozu dohlíží zkušenější řidič.